# 572217 Dramba
572217 Dramba este o planetă minoră (asteroid) din centura de asteroizi. A fost descoperită pe 11 martie 2008 la Observatorul La Silla de  și a fost numită după Constantin Drâmbă. 
Obiectul prezintă o orbită caracterizată de o semiaxă mare de 3,1387148691889 UAi, o excentricitate de 0,087588736052112, o înclinație de 9,742953330721 ° în raport cu ecliptica.